# Йим Тит
Йим Тит, также известный как Та Тит или Та 17 (род. 30 декабря 1936, Трам Как, Такео) — камбоджийский революционер, деятель режима Красных Кхмеров, секретарь партийного комитета Северо-западной зоны Камбоджи (Демократической Кампучии). Международным трибуналом ООН обвинялся в совершении преступлений против человечности.

## Биография
Йим Тит родился 30 декабря 1936 года в деревне Трапеанг Кул, коммуна Трапеангтум, район Трамкак, провинция Такео. В годы правления Красных Кхмеров был депутатом, а затем секретарем и заместителем секретаря округа Киривонг. Также занимал должность секретаря Сектора 13. В период 1977—1978 гг. функционеры Юго-Западной зоны во главе с Та Моком и Та Титхом провели чистки среды руководителей Северо-Западной зоны, в результате которой Та Тит стал исполняющим обязанности секретаря Северо-Западной зоны, а также секретарем округа Киривонг Юго-западной зоны в 1976—1977 гг.
9 декабря 2015 года Йим Тит был обвинен международным трибуналом ООН в геноциде народа кхмер-кром, убийствах гражданских лиц, принудительном труде, незаконном лишении свободы, пытках, депортации, других преступлений против человечности, а также преследованиях людей по политическим и расовым мотивам. По предварительным данным, обвинялся по 40 эпизодам и предположительно был виновен в гибели 140 тысяч человек. Так в частности Йим Тит обвинялся в том, что будучи секретарем округа Киривонг, предположительно организовал убийства около 16 000 человек в центре безопасности Ват Пратеат, где он вероятно знал или мог отдавать приказы убивать, пытать и калечить заключенных. 
Суд постановил заключить Йим Тита под стражу, однако камбоджийские власти категорически отказались его арестовывать. Дело 004 вызвало ожесточенные споры, отчасти потому, что двое из трех подозреваемых сохранили политическое влияние после свержения Красных Кхмеровб, а сам Йим Тит стал успешным бизнесменом. Его адвокатами выступали Со Моссени (Камбоджа) и Сузана Томанович (БиГ). 28 декабря 2021 году ЧПСК прекратили дело в отношении Йим Тита. Местные и международные судьи, совместно ведущие судебное следствие, единогласно постановили сдать дело 004 в архив, положив конец восьмилетнему противостоянию следователей. За десять дней до этого Палата Верховного суда вынесла аналогичное решение в отношении Меас Мута, бывшего командующего ВМФ Красных Кхмеров, обвиняемого в захвате иностранных моряков, курсировавших в водах Сиамского залива.

## Личная жизнь
Йим Тит женат на Онг Кен, младшей сестре «брата номер пять» — Та Мока.